# Aristide Cavallini
Aristide Cavallini (Corvino San Quirico, 26 ottobre 1899 – Pinarolo Po, 18 febbraio 1973) è stato un ciclista su strada italiano, professionista e indipendente dal 1927 al 1932.

## Carriera
Si distinse soprattutto nelle corse a tappe. Da dilettante, vinse la Coppa Caldirola nel 1925. Concluse per quattro volte il Giro d'Italia nelle prime dieci posizioni: decimo nel 1927, sesto nel 1928, ottavo nel 1930 e quarto nel 1931. Vinse anche per quattro volte la classifica isolati.

## Palmarès
- 1925 (dilettanti)

Coppa Caldirola

## Piazzamenti

### Grandi Giri
- Giro d'Italia

1927: 10º
1928: 6º
1930: 8º
1931: 4º
1932: 13º
- Tour de France

1931: ritirato (2ª tappa)

### Classiche monumento
- Milano-Sanremo

1927: 10º
1929: 20º
1932: 19º